# 構
構（かまえ）とは、漢字の少なくとも二辺にまたがる構成要素であり、上と左にまたがる垂および左と下にまたがる繞を除いたものである。漢字を外側から包むような形をしている。

## 主な構
表外字の太字は常用漢字表に追加予定のもの。
- もんがまえ: 開、間、関など。門に関する意味を表す。構の中では最も字数が多い。常用漢字は 10。なお、問、聞、悶は門を音符とする形声字であり、それぞれ口、耳、心に分類される。また、元々はとうがまえ（下記）だったものが変化したものも含まれる。
  - 常用漢字: 閉 開 間 閑 閣 関 閥 閲 闇 闘
  - 表外字: 閂 閃 閊 閏 閤 閨 閻 閾 闊 闖 闢 など

- くにがまえ: 国、囲、園など。まわりを囲む意味を表す。常用漢字は 12 で、構の中では最も多い。
  - 常用漢字: 四 囚 因 回 団 囲 困 図 固 国 圏 園
  - 表外字: 囮 圃 など

- はこがまえ（ホウ）・かくしがまえ（ケイ）: 区、匿、匹など。隠す意味を表す。元々、はこがまえ（匚）と、かくしがまえ（匸）とは異なる字体、異なる部首であったが、今日ではほとんど同じ字形であるため、一緒に数えられることが多い。
  - 常用漢字: 匠 区 匹 医 匿
  - 表外字: 匡 匣 など

- ぎょうがまえ・ゆきがまえ: 街、衛、術など。道に関わる意味を表す。ぎょうにんべんには含まれず、独自の部首である。
  - 常用漢字: 術 街 衝 衛 衡
  - 表外字: 衍 衒 衢 銜 など

- つつみがまえ: 包、勺など。人がかがみこんだ動作を意符としたもので、まがる意味を表す。除外「句」→口部。
  - 常用漢字: 勾 匂 包
  - 表外字: 勺 匁 勿 匍 匐 など

- けいがまえ（どうがまえ、えんがまえ）: 冊など。なお、部首名の「どう」は「同」だが、「同」は口に分類される。また辞書によっては「内」を含める場合もある。
  - 常用漢字: 円 冊 再

- かざがまえ: 凪など。かざがまえと呼ばせるのは「風」から構を取って作った国字のみ。なお「風」は風部。部首としてはきにょうに含ませる。ここではきにょうが部首の字も示す。
  - 常用漢字: 凡
  - 主な表外字: 凧 凪 凩 凰 など

- ほこがまえ（かのほこ）: 戎、戒など。戦に関する文字が見られる。除外「威」→女部。
  - 常用漢字: 成 我 戒 戚 戴
  - 表外字: 戊 戎 或 など

- しきがまえ（よくがまえ）: 式、弐など。
  - 常用漢字: 式 弐
  - 表外字: 弑 など

- きがまえ: 気など。蒸気を表す。比較的知名度が高い構だが、日常で用いられる漢字は「気」ぐらいである。また、中国では気体元素のために作られた漢字が多数見られる。
  - 常用漢字: 気
  - 表外字: 氛など

- とうがまえ・たたかいがまえ: 鬨など。戦に関する字が集まる。常用漢字はなし。なお、たたかいがまえという読みは「闘」の旧字体、「鬪」に因む。
  - 表外字: 鬨 鬩 鬮 など